# 河南町立かなん桜小学校
河南町立かなん桜小学校（かなんちょうりつ かなんさくらしょうがっこう）は、大阪府南河内郡河南町さくら坂1丁目にある公立小学校。
2019年に河南町立河内小学校、河南町立中村小学校、河南町立白木小学校の3校が統合されて、開校した。元の河南町立河内小学校と同一地にある。

## 沿革
- 2017年（平成29年）12月5日 - 一般公募のうえ校名を正式決定[3]。
- 2019年（平成31年・令和元年）
  - 4月5日 - 開校式[2]。その後に、第1回入学式挙行。
  - 10月27日 - 第1回運動会開催。
- 2020年（令和2年）3月18日 - 第1回卒業証書授与式挙行。最初の卒業生は81名。

## アクセス
- 近畿日本鉄道長野線富田林駅より4市町村コミバス「かなん桜小学校前」バス停下車。